# Certification R18

Symbole utilisé par le "BBFC" pour les certifications de matériel autorisé +18 uniquement

La certification R18 définit une classification de films ou de vidéos délivrée par la British Board of Film Classification (BBFC). Elle porte sur des œuvres reprises par les législations britanniques sur l'obscénité mais dépassent, par leur contenu, ce qui peut relever de la simple certification « 18 ». En pratique, il s'agit de la pornographie hardcore.
Selon les termes du 1984 Video Recordings Act, toutes les vidéos (sauf exemption) vendues ou distribuées au Royaume-Uni doivent se voir délivrer une certification par le BBFC. Des œuvres non certifiées ne sont toutefois pas en soi illégales (à moins que le contenu de l'œuvre le soit) mais la commercialisation de celles-ci l'est : vente, location, don...

## Histoire
La certification R18 est créée en 1982 en réponse aux recommandations du Home Office Committee on Obscenity and Film Censorship rédigées en 1979. Au départ, cette classification était uniquement utilisée pour les scènes de sexe simulé, mais le BBFC se vit obligé d'appliquer en 2000 un R18 aux films pornographiques hardcore à la suite de plaintes introduites en justice. L'introduction de la certification R18 pour des films dits hardcore peut se voir comme une réaction à une attitude plus libérale de la société britannique face à la pornographie et à une harmonisation des lois douanières européennes relatives à l'importation de pornographie hardcore (mais pas à sa commercialisation). La large disponibilité de pornographie non régulée sur l'internet en est aussi une raison.
La majorité des coupures effectuées par le BBFC porte sur la catégorie R18 (exemple : en 2011, 13,6 % des coupures sont effectuées en R18, contre 7,5 % pour les 18 et 0,5 % ou moins pour les autres catégories).